# سفارة أوكرانيا في كازاخستان
سفارة أوكرانيا في كازاخستان هي أرفع تمثيل دبلوماسي لدولة أوكرانيا لدى كازاخستان. تقع السفارة في مدينة نور سلطان وهي تهدف لتعزيز المصالح الأوكرانية في كازاخستان.

## وصلات خارجية
- الموقع الرسمي
- قائمة سفارات أوكرانيا
- قائمة السفارات في كازاخستان